# Styrax portoricensis
Styrax portoricensis är en storaxväxtart som beskrevs av Carl Karl Wilhelm Leopold Krug och Urban. Styrax portoricensis ingår i släktet Styrax och familjen storaxväxter. Inga underarter finns listade i Catalogue of Life.

## Bildgalleri

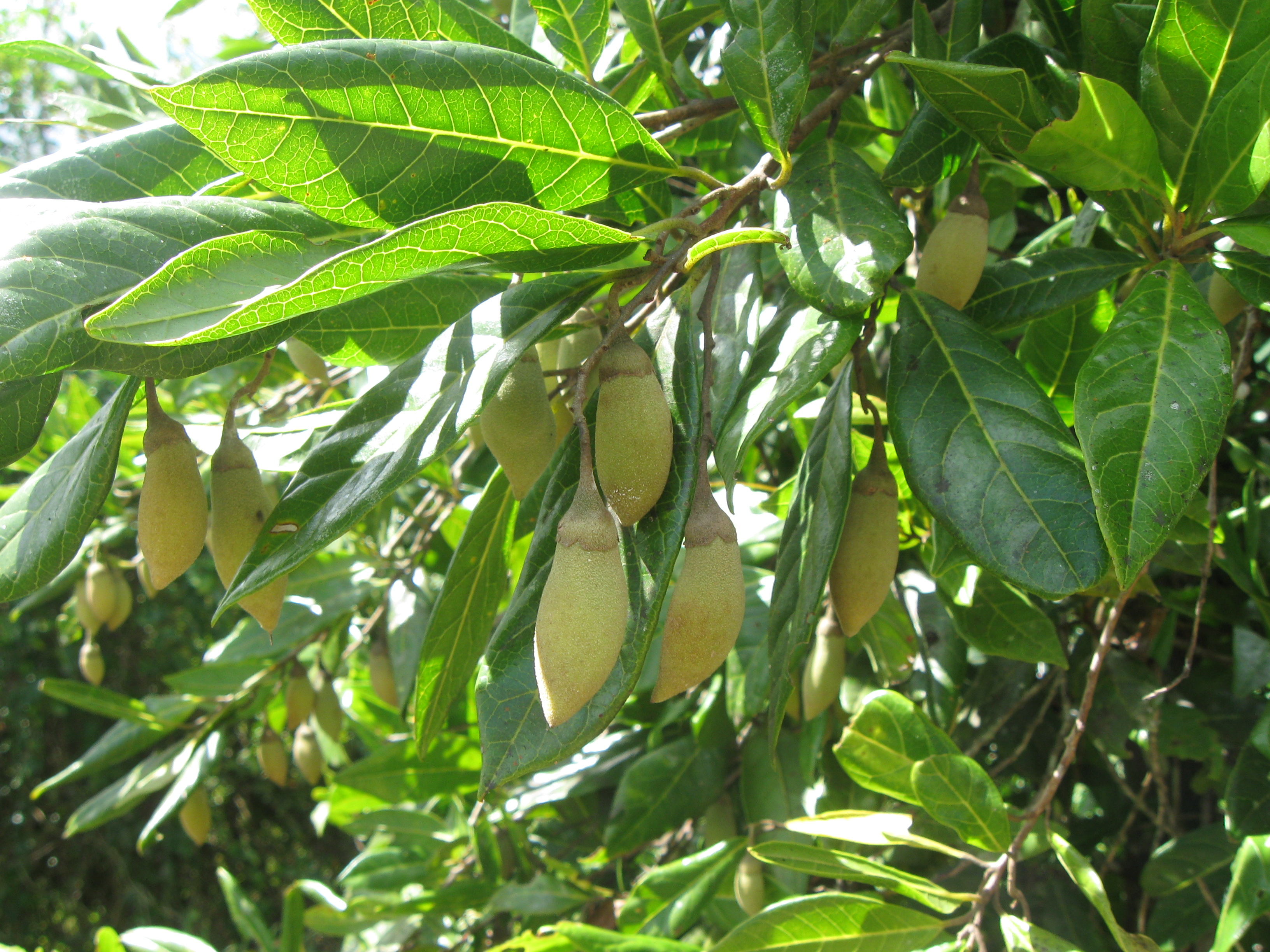